# Elgin

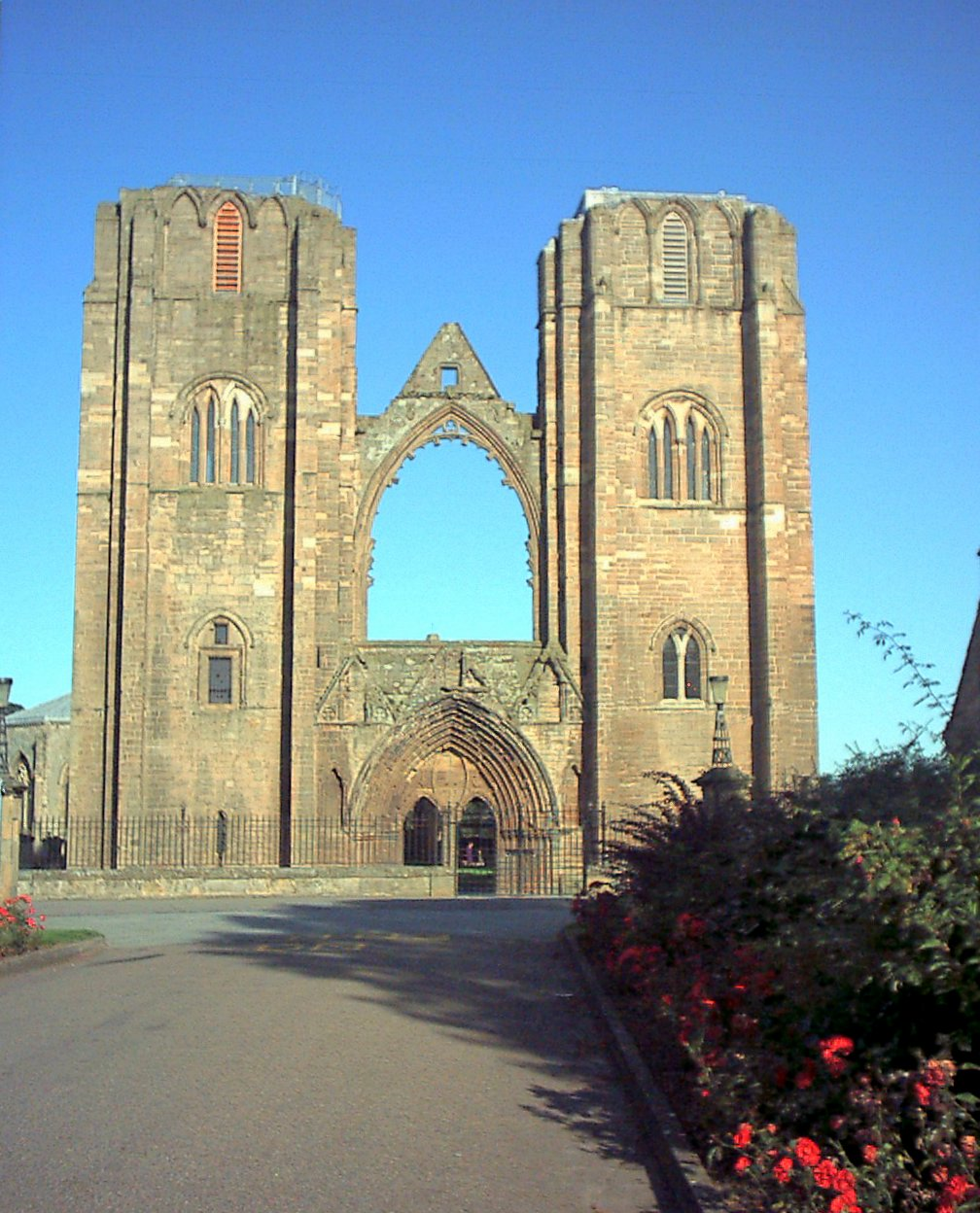
Elgin Cathedral.

Elgin (skotsk gaeliska: Eilginn, lågskotska: Ailgin) är en ort i kommunen Moray i norra Skottland i Storbritannien. Staden är belägen vid floden Lossie och ligger 10 km från dess mynning i Moray Firth. Orten hade 22 980 invånare 2012, på en yta av 9,34 km². Den främsta industrin är whiskyframställning och ullindustrin.
Grunden till Elgin lades på 1000-talet då en borg restes på ett närbeläget berg i västlig riktning. Borgen befäste år 1291 den nordliga gränsen för den då engelska delen av Skottland, men förstördes efter slaget vid Bannockburn år 1314. I Elgin finns även ruinerna av Moraykatedralen som grundlades år 1224.